# Le Bataillon dans la nuit
Pour plus de détails, voir Fiche technique et Distribution.
Le Bataillon dans la nuit (Hold Back the Night) est un film américain réalisé par Allan Dwan, sorti en 1956.

## Synopsis
Deux officiers pendant la guerre de Corée évoquent le fait que l'un d'entre eux emporte avec lui depuis des années une bouteille de whisky sans jamais l'entamer. Il se souvient néanmoins de plusieurs occasions où il a failli le faire.

## Fiche technique
- Titre original : Hold Back the Night
- Titre français : Le Bataillon dans la nuit
- Réalisation : Allan Dwan
- Scénario : John C. Higgins, Walter Doniger, d'après le roman Hold Back the Night de Pat Frank
- Direction artistique : Hilyard M. Brown
- Décors : Joseph Kish
- Costumes : Bert Henrikson
- Photographie : Ellsworth Fredricks
- Son : Ralph Butler
- Montage : Robert S. Eisen
- Musique : Hans Salter
- Production : Hayes Goetz
- Production déléguée : Walter Mirisch
- Société de production : Allied Artists Pictures
- Société de distribution : Allied Artists Pictures
- Pays de production :  États-Unis
- Langue originale : anglais
- Format : Noir et blanc  — 35 mm — 1,85:1 — son mono
- Genre : Film de guerre
- Durée : 80 minutes
- Dates de sortie : 
  - États-Unis : 29 juillet 1956
  - France : 16 mai 1958

## Distribution
- John Payne : Capitaine Sam MacKenzie
- Mona Freeman : Anne MacKenzie
- Peter Graves : Lieutenant Lee Couzens
- Chuck Connors : Sergent Ekland
- Audrey Dalton :  Kitty
- Bob Nichols : Beany Smith
- John Wilder : Tinker
- Robert Easton : Ackerman
- Stanley Cha :  Kato
- Nicky Blair : Papiro
- John Craven : Major Bob MacKay
- Nelson Leigh : Colonel Toomey